# Feliciano Benvenuti
Feliciano Benvenuti (Padova, 26 gennaio 1916 – Venezia, 16 luglio 1999) è stato un giurista e avvocato italiano.
Fu un cultore del diritto amministrativo e un esponente del mondo bancario, industriale e politico.

## Carriera accademica
Si laureò all'Università degli Studi di Padova sotto la guida di Enrico Guicciardi, ma fu concretamente avviato alla carriera accademica dal maestro di Guicciardi, Donato Donati.
È stato professore universitario di diritto amministrativo alla Facoltà di Scienze politiche di Padova, trasferendosi, successivamente, alla Facoltà di Giurisprudenza dell'Università Cattolica del Sacro Cuore di Milano.
Il trasferimento da Padova a Milano (e successivamente Venezia) è correlato al progressivo abbandono del metodo concettuale di Donati e Guicciardi, per uno studio del diritto inteso non più come concatenazione formale di concetti, ma come strumento per la promozione della libertà individuale e per lo sviluppo della personalità umana, in aderenza ai valori della Costituzione, oltre che a convinzioni filosofico - politiche, collegate soprattutto al pensiero di Husserl, ed a convinzioni di carattere religioso.
Formò presso l'Università Cattolica di Milano diversi studiosi di diritto amministrativo, fra i quali Giorgio Berti, Umberto Pototschnig, Giorgio Pastori, Umberto Allegretti, Giorgio Orsoni e Luigi Benvenuti, a propria volta ordinari di diritto amministrativo nelle Università di Pavia, Milano statale, Cattolica di Milano e Università Ca' Foscari Venezia, nonché Ettore Rotelli primo professore in Italia di Storia dell'Amministrazione pubblica all'Università di Trento (1976) e poi ordinario di Storia delle Istituzioni politiche a Bologna e senatore nella XIII legislatura. Al maestro, Rotelli ha dedicato uno studio monografico (Feliciano Benvenuti : partecipazione e autonomie nella scienza amministrativa della Repubblica, Marsilio, Venezia 2011). Di Benvenuti si ricordano le prolusioni, al collegio universitario milanese Augustinianum, su "le Ragioni delle Regioni" (29 gennaio 1960).
Trasferitosi presso l'Università Ca' Foscari di Venezia, di cui fu rettore dal 1974 al 1983, abbandonò progressivamente l'attività scientifica, dedicandosi a significativi incarichi istituzionali.
Fu inoltre titolare di uno studio legale specializzato in diritto amministrativo, tuttora in attività, formando generazioni di avvocati e professori universitari nella locale Università di Venezia.

## Incarichi nelle istituzioni veneziane
Feliciano Benvenuti ha ricoperto importanti compiti nelle istituzioni civiche venete, in particolare in quelle veneziane:
- primo procuratore di San Marco,
- presidente di Palazzo Grassi s.p.a. di Venezia,
- presidente dell'Istituto internazionale di studi musicali comparati di Venezia,
- presidente dell'Istituto di storia sociale e religiosa di Vicenza,
- presidente della Fondazione Cini,
- presidente dell'Istituto veneto di scienze, lettere ed arti dal 1991 al 1997.

## Incarichi nelle istituzioni milanesi
Feliciano Benvenuti è stato il primo presidente dell'ISAP Milano, istituto per la scienza dell'amministrazione pubblica, fondato a Milano da provincia e comune nel 1959, di cui ricorre il cinquantenario nel 2009.

## Incarichi nelle istituzioni economiche
Ha ricoperto importanti incarichi in istituzioni economiche, tra cui la presidenza della Banca Cattolica del Veneto.
L'incarico più importante e controverso fu quello di commissario per conto dell'Enel dei beni conferiti dalla Sade nel momento della nazionalizzazione dell'industria elettrica. L'ente fu, come tale, coinvolto nella tragedia del Vajont e fu perciò chiamato dalla sentenza del giudice istruttore di Belluno, Mario Fabbri, come responsabile civile per risarcire le famiglie dei morti.

## Benvenuti uomo politico
Da sempre influente consigliere dello schieramento cattolico, riuscì a spostare l'atteggiamento della Democrazia Cristiana da posizioni fieramente ostili al decentramento amministrativo delle regioni a posizioni più morbide; ne scaturì, nel tempo, il varo della legge istitutiva delle 15 regioni ordinarie.

## Opere
- L'istruzione nel processo amministrativo, Padova, 1953;
- L'amministrazione come prassi e come scienza [scritto nel 1961] pubblicato in Amministrare - Rivista quadrimestrale dell'ISAP-Istituto per la Scienza dell'Amministrazione Pubblica ISSN 0044-8141
- "Il controllo mediante richiesta di riesame", 1954,
- voci "Autotutela", "Contraddittorio", "Estinzione del processo", "Giudicato", "Giustizia amministrativa, in Enciclopedia del diritto, 1969;
- "Valore delle pronunce ex art.27 n.4 testo unico del Consiglio di Stato e loro esecuzioni", 1962;
- "La giustizia amministrativa come funzione dello Stato democratico" Venezia, 1978;
- "L'autonomia regionale, momento essenziale dell'ordinamento repubblicano"
- Scritti giuridici, 5 volumi, Milano, Vita e Pensiero, 2006